# Cantó de Niça-13
El cantó de Niça-13 és un cantó francès al districte de Niça del departament dels Alps Marítims que nclou la totalitat dels municipis de La Trinité, Sant Andrieu de la Ròca i Falicon; i part del de Niça (barris de L'Ariana, La Lauveta i L'Abadia).
| Data d'elecció                           | Identitat      | Partit           | Qualitat |
| ---------------------------------------- | -------------- | ---------------- | -------- |
| 1982-1994                                | Louis Broch    | PCF              |          |
| 1994-                                    | Honoré Colomas | RPR, després UMP |          |
| les dades anteriors no són pas conegudes |                |                  |          |

| 1962 | 1968 | 1975 | 1982 | 1990 | 1999   | 2007   |
| ---- | ---- | ---- | ---- | ---- | ------ | ------ |
| -    | -    | -    | -    | -    | 27.626 | 28.536 |